# Fijocrypta
Fijocrypta is een geslacht van spinnen uit de familie Barychelidae.

## Soorten
Het geslacht kent de volgende soorten:
- Fijocrypta vitilevu Raven, 1994